# David Munrow
David John Munrow (ur. 12 sierpnia 1942 w Birmingham, zm. 15 maja 1976 w Chesham Bois) – brytyjski flecista, znawca muzyki dawnej, grający na instrumentach historycznych (flet prosty, krzywuła).

## Życiorys
W latach 1961–1964 studiował literaturę angielską na University of Cambridge, jeszcze w czasie studiów założył zespół fletowy wykonujący angielską muzykę dawną. Od 1967 roku prowadził wykłady z historii muzyki na University of Leicester, w 1969 roku objął klasę fletu prostego w Royal Academy of Music w Londynie. W 1967 roku założył zespół Early Music Consort of London, specjalizujący się w wykonawstwie muzyki średniowiecza i renesansu na kopiach dawnych instrumentów. Z zespołem tym nagrał takie płyty jak Music of the Crusades, trzypłytowy album The Art of Courtly Love i dwupłytowy album Music of The Gothic Era, przyczyniając się do zmiany podejścia w wykonawstwie i percepcji muzyki dawnej. Prowadził działalność popularyzatorską w radio i telewizji, gdzie był gospodarzem własnego programu Pied Piper. Skomponował muzykę do filmu Henryk VIII i jego sześć żon (1972). Był autorem pracy Instruments of the Middle Ages and Renaissance (Londyn 1976).
Popełnił samobójstwo.